# Miguel Ángel Molina
Miguel Ángel Molina Temoche (Callao, 19 de enero de 1982) es un exfutbolista peruano. Jugaba de delantero.

## Clubes
| Club                     | País | Año       |
| ------------------------ | ---- | --------- |
| Sport Boys               | Perú | 2001-2002 |
| Deportivo Aviación       | Perú | 2004      |
| FBC Melgar               | Perú | 2005      |
| Sport Boys               | Perú | 2006      |
| Sport Huamanga           | Perú | 2007-2008 |
| Deportivo Coopsol        | Perú | 2007-2010 |
| ADT                      | Perú | 2011      |
| Simón Rodríguez de Nasca | Perú | 2012      |
| Defensor Zarumilla       | Perú | 2012      |